# Omphaloscelis brunnea
Omphaloscelis brunnea là một loài bướm đêm trong họ Noctuidae.